# Hiltrud
Hiltrud, född 716, död 754, var hertiginna av Bayern som gift med Odilo av Bayern. Hiltrud var dotter till Karl Martell och Rotrude.
Hon var Bayerns regent mellan 748 och 754 under sin son Tassilo III:s omyndighet.